# Hugh McVay
Hugh McVay (1766 - 9 de maio de 1851) foi o nono governador do estado do Alabama de 17 de julho de 1837 a 22 de novembro do mesmo ano. McVay era presidente do senado do estado antes de se tornar governador. Foi enviuvado e divorciado.